# Winifred Edgerton Merrill

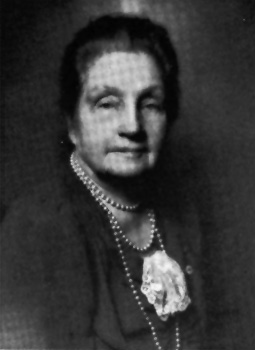
Winifred Edgerton Merrill

Winifred Edgerton Merrill (* 24. September 1862 in Ripon, Wisconsin als Winifred Harington Edgerton; † 6. September 1951 in Fairfield, Connecticut) war eine US-amerikanische Schulleiterin und die erste Frau, die in den USA in Mathematik promoviert wurde.

## Leben
Merrill interessierte sich schon seit ihrer Jugend für Astronomie und studierte am Wellesley College mit dem Bachelor-Abschluss 1883. Danach unterrichtete sie als Lehrerin, befasste sich aber weiter mit Astronomie. Nachdem es ihr 1883 gelang, aus Daten des Harvard-Observatoriums die Bahn des Pons-Brooke-Kometen vorherzusagen, wurde ihrem Antrag stattgegeben, das Observatorium der Columbia University zu benutzen. Dort studierte sie Mathematik und Astronomie. Nachdem ihr erster Anlauf, einen Abschluss zu erhalten, zurückgewiesen wurde, folgte sie dem Rat des Präsidenten Frederick A. P. Barnard, mit jedem der Trustees der Universität einzeln zu sprechen und konnte beim zweiten Anlauf 1886 ihren Ph.D. erhalten (Titel der Dissertation: Multiple Integrals and Their Geometrical Interpretation of Cartesian Geometry, in Trilinears and Triplanars, in Tangentials, in Quaternions, and in Modern Geometry; Their Analytical Interpretations in the Theory of Equations, Using Determinants, Invariants and Covariants as Instruments in the Investigation). Die Verleihung war einstimmig, und Merrill erhielt Bestnoten.
Danach unterrichtete sie als Mathematiklehrerin, und ihr wurde 1887 die Mathematik-Professur am Wellesley College angeboten, was sie aber ausschlug, da sie den späteren Staatsgeologen von New York Frederick Merrill heiratete. Mit ihm hatte sie vier Kinder.
1889 war sie Mitiniatorin einer Petition an die Columbia University, ein College für Frauen zu gründen (Barnard College). 1906 gründete sie die Oaksmere School for Girls in New Rochelle, New York und leitete sie bis 1928, als die Schule aus finanziellen Gründen geschlossen wurde und sie nach New York City zog. Sie war Trustee des Wellesley College und zuletzt 1928 bis 1948 Bibliothekarin im Barbizon Hotel for Woman in New York City, das auf Frauen als Gäste spezialisiert war, die nach New York zogen, um ihre berufliche Karriere zu verfolgen.
1933 wurde sie in einer großen Zeremonie an der Columbia University geehrt und ihr Porträt mit dem Untertitel Sie öffnete die Tür („She opened the door“) an der Universität aufgehängt.